# Paulo Muwanga
Paulo Muwanga, född 1924, död 1991, var en ugandisk politiker. Efter en statskupp mot Godfrey Binaisa den 12 maj 1980 blev han de-facto statsöverhuvud av Uganda till 22 maj 1980, efter vilket en styrande militärkommissionen upprättades, med honom som ordförande. Mellan den förste augusti och 25 augusti 1980 var han primärminister.